# JW GROM
폴란드의 JW GROM(, Jednostka Wojskowa GROM im. Cichociemnych Spadochroniarzy Armii Krajowej)은 1990년에 창설된 특수부대이다.
미국의 네이비씰이나 델타포스와 긴밀한 관계를 유지하고 있으며, 벨기아, 노르웨이, 체코, 스웨덴, 이탈리아, 캐나다, 독일 프랑스 등 NATO회원 국가들의 특수부대나 영국 SAS와 협력하고 있다.
우리나라에서는 잘 알려지지 않았지만, 서방권에서는 최고의 팀워크와 실력을 가진 특수부대 중 하나로 평가받는다.

## 기원
1990년 9월 13일 Sławomir Petelicki 중령이 공식적인 GROM부대의 지휘관이 되었다.
1992년 언론에서 보도되기 전까지는 기밀부대로, 국민들은 그 존재를 알지 못했다.
1994년 아이티에서 미 육군 특수부대와 함께 아이티 공화국의 VIP를 경호하고 민주주의를 보호하는 작전에 참가했었다.
현재 지휘관은 Grzegorz Mikłusiak 대령으로, 2020년 1월 1일에 Mariusz Pawluk 대령으로부터 지휘권을 인계받았다.

## 훈련
JW GROM은 특수작전을 위해 수중침투, 공수, 폭파, 무성무기 사용법을 교육받으며, 설산 환경이 많은 폴란드 특성상 암벽 등반이나 빙하 등반 등의 특수한 훈련도 받는 것으로 알려져 있다. 또한 JW GROM은 영어 교육과 더불어 의료 교육을 받는 것으로 알려져 있는데, 현장에서 중증환자 수술이 가능할 정도로 고도의 의료 훈련을 받는다. 폴란드에서는 불가능한 교육은 스칸디나비아 반도나 남미의 정글에서 훈련하기도 한다.

## 특징
JW GROM 대원들은 대부분 2개 이상의 언어가 구사 가능하다고 알려져 있다.
그롬 특수부대는 6명으로 구성된 섹션이 모여 그룹이 되고, 그룹이 모여 팀을 이루는 구조를 가지고 있다.
모든 그룹에는 분석가, 엔지니어, IT전문가, EOD전문가가 포함되어 있으며 모든 팀은 정보, 정찰 전문가, 폭파 전문가, 구급대원 등 최소 두 가지 이상의 전문분야를 가지고 있다.
두 가지 이상의 전문분야를 가지게 하는 이유는 작전 중 한 분야의 전문가가 임무 수행이 불가하게 될 때 신속하게 그 분야의 다른 대원으로 교체할 수 있게 하기 위함이다.
각 유닛에는 저격수가 있으며, 저격수들은 위에서 서술한 거의 대부분의 분야를 교육받았다.